# Георги Попстефанов
Георги Попстефанов или Попстефовски (изписване до 1945 година: Георги попъ Стефановъ, на гръцки: Γεώργιος Παπαστεφάνου) е деец Вътрешната македоно-одринска революционна организация, станал по-късно ренегат и присъединил се към гръцката въоръжена пропаганда в Македония в началото на XX век.

## Биография
Попстефанов е роден в средата на XIX век в Косинец, тогава в Османската империя, днес Йеропиги, Гърция. Влиза във ВМОРО и оглавява чета, действаща в Костурско. Негов четник е Христо Кършаков. По-късно минава на гръцка страна и действа главно в района на Костенарията, като подпомага капитан Георгиос Цондос.